# Idaea flavidior
Idaea flavidior là một loài bướm đêm trong họ Geometridae.